# Erioptera (Erioptera) orientalis
Erioptera (Erioptera) orientalis is een tweevleugelige uit de familie steltmuggen (Limoniidae). De soort komt voor in het Palearctisch en Oriëntaals gebied.